# 布拉提斯拉瓦新城
布拉提斯拉瓦新城是斯洛伐克首都布拉提斯拉瓦的一個區，在行政區劃上屬於布拉提斯拉瓦3區。布拉提斯拉瓦新城位於舊城區的北部和東北部。20世紀之後，布拉提斯拉瓦新城開始大規模城市化。 